# Gonadotrophine

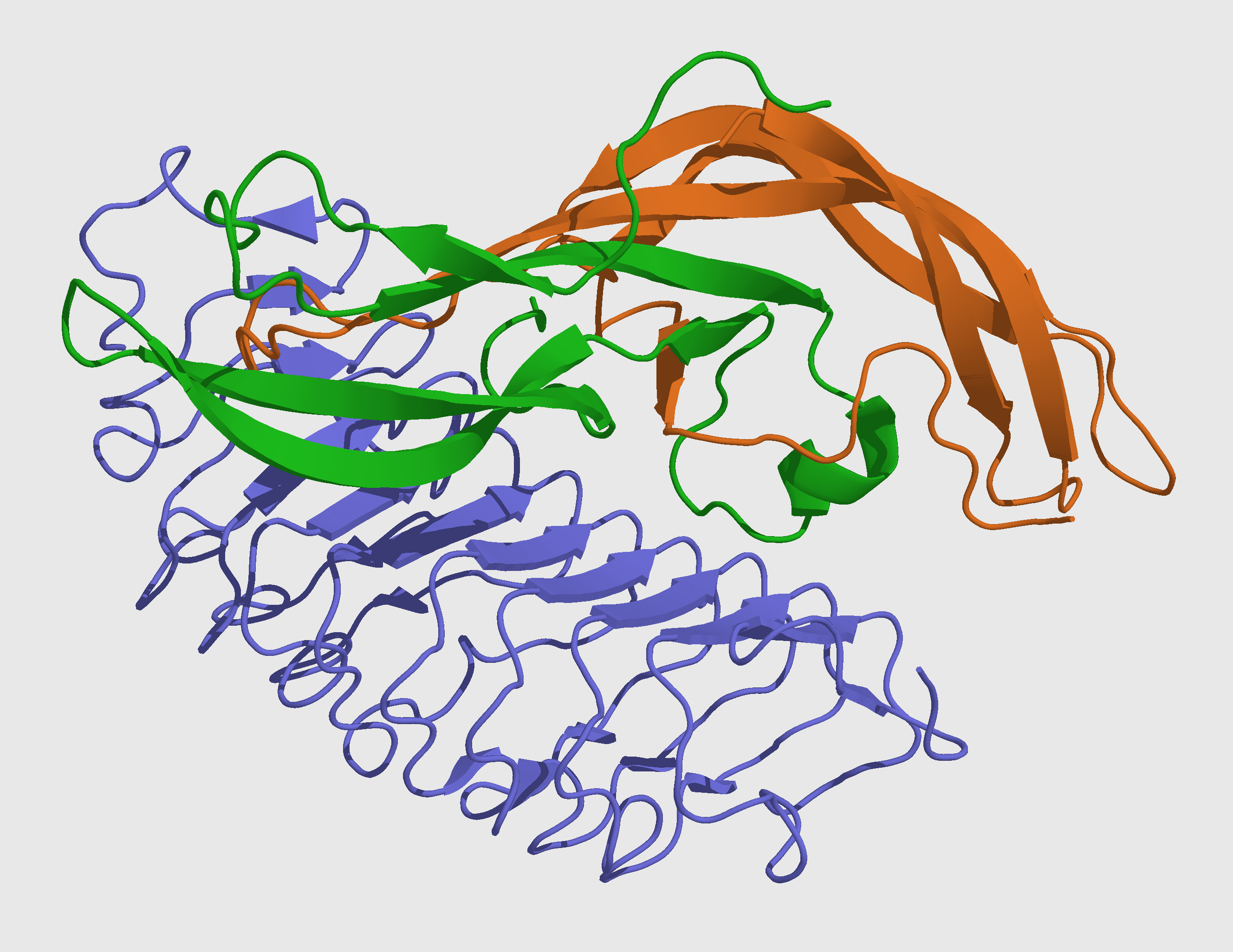
Structure de la gonadotrophine FSH (α-FSH, vert et β-FSH, orange) avec son récepteur (bleu).

Les gonadotrophines, aussi appelées gonadotropines ou hormones gonadotropes, sont des hormones glycoprotéiques complexes agissant sur les fonctions des gonades (ovaires et testicules). Deux de ces hormones sont sécrétées chez tous les vertébrés par l'hypophyse antérieure:
- l'hormone folliculo-stimulante (FSH)
- l'hormone lutéinisante (LH)

Chez seulement deux groupes de mammifères, primates et équidés, il existe également une gonadotrophine chorionique (sécrétée par le placenta) :
- La gonadotrophine chorionique humaine (hCG) sécrétée en très grande quantité par le syncytiotrophoblaste dès le 8e jour au cours de la gestation chez la femme enceinte.
- La gonadotrophine chorionique équine (eCG) anciennement appelée PMSG (pour Pregnant Mare Serum Gonadotropin) sécrétée chez la jument gestante à partir du 36e jour de gestation.

## Structure
Les gonadotropines sont formées de deux sous-unités glycoprotéiques alpha et bêta associées de manière non covalente (structure quaternaire). Cette association est indispensable pour que ces hormones soient actives. La sous-unité alpha est spécifique d'espèce, et au sein d'une même espèce elle est commune à la LH, à la FSH, à la TSH (hormone thyréo-stimulante) ainsi qu'à la gonadotrophine chorionique (quand elle existe). Chaque sous-unité bêta est, en revanche, spécifique d'action, et donc propre à chaque hormone glycoprotéique.

## Fonctions
Les gonadotrophines jouent un rôle central dans la régulation de la reproduction chez tous les vertébrés. Elles agissent sur les cellules somatiques des gonades qui possèdent des récepteurs membranaires spécifiques pour elles. Par leurs actions sur ces cellules somatiques, les gonadotropines contrôlent la gamétogénèse tant chez les mâles (spermatogénèse) que chez les femelles (folliculogénèse). Les gonadotropines LH et FSH sont produites dans les cellules gonadotropes de l'adénohypophyse. Leur synthèse et leur libération est sous le contrôle de la neurohormone GnRH (pour Gonadotropin Releasing Hormone), produite quant à elle dans l'hypothalamus par des neurones à fonction endocrine.